# Edmund Black
Edmund Franklin Black, detto Ed (Bailey Island, 3 maggio 1905 – Westboro, 22 ottobre 1996), è stato un martellista statunitense.

## Palmarès

### Olimpiadi
- Bronzo a Amsterdam 1928 nel lancio del martello.